# Joannas
Joannas est une commune française, située dans le département de l'Ardèche en région Auvergne-Rhône-Alpes.

## Géographie

### Situation et description
Joannas est un petit village cévenol à l'aspect essentiellement rural du sud du département de l'Ardèche. Il est rattaché à la communauté de communes Val de Ligne.

### Communes limitrophes
Joannas est limitrophe de sept communes, toutes situées dans le département de l'Ardèche et réparties géographiquement de la manière suivante :

### Géologie et relief
Joannas est un petit village adossé à la Cham du Cros (1 202 m), l’un des premiers contreforts du Tanargue (montagne de moyenne altitude au sud du Massif Central dont le nom signifie « la montagne du tonnerre »).

### Climat
Pour des articles plus généraux, voir Climat d'Auvergne-Rhône-Alpes et Climat de l'Ardèche.
En 2010, le climat de la commune est de type climat méditerranéen franc, selon une étude du CNRS s'appuyant sur une série de données couvrant la période 1971-2000. En 2020, Météo-France publie une typologie des climats de la France métropolitaine dans laquelle la commune est exposée à un climat de montagne ou de marges de montagne et est dans une zone de transition entre les régions climatiques « Provence, Languedoc-Roussillon » et « Sud-est du Massif Central ».
Pour la période 1971-2000, la température annuelle moyenne est de 11,5 °C, avec une amplitude thermique annuelle de 17,1 °C. Le cumul annuel moyen de précipitations est de 1 352 mm, avec 8,4 jours de précipitations en janvier et 4,7 jours en juillet. Pour la période 1991-2020, la température moyenne annuelle observée sur la station météorologique de Météo-France la plus proche, « Croix Millet », sur la commune de Prunet à 4 km à vol d'oiseau, est de 11,6 °C et le cumul annuel moyen de précipitations est de 1 590,2 mm,. Pour l'avenir, les paramètres climatiques de la commune estimés pour 2050 selon différents scénarios d'émission de gaz à effet de serre sont consultables sur un site dédié publié par Météo-France en novembre 2022.

### Hydrographie
Le Roubreau est une petite rivière qui prend sa source au sud de la commune de Joannas avant de rejoindre la Ligne au nord de la commune de Montréal.

### Voies de communication
Le territoire communal est traversé par la route départementale 24 (RD24).

## Urbanisme

### Typologie
Au 1er janvier 2024, Joannas est catégorisée commune rurale à habitat dispersé, selon la nouvelle grille communale de densité à 7 niveaux définie par l'Insee en 2022.
Elle est située hors unité urbaine et hors attraction des villes,.

### Occupation des sols
L'occupation des sols de la commune, telle qu'elle ressort de la base de données européenne d’occupation biophysique des sols Corine Land Cover (CLC), est marquée par l'importance des forêts et milieux semi-naturels (82,5 % en 2018), une proportion identique à celle de 1990 (82,5 %). La répartition détaillée en 2018 est la suivante : 
forêts (70,6 %), zones agricoles hétérogènes (12,2 %), milieux à végétation arbustive et/ou herbacée (11,9 %), prairies (5,3 %).
L'évolution de l’occupation des sols de la commune et de ses infrastructures peut être observée sur les différentes représentations cartographiques du territoire : la carte de Cassini (XVIIIe siècle), la carte d'état-major (1820-1866) et les cartes ou photos aériennes de l'IGN pour la période actuelle (1950 à aujourd'hui).

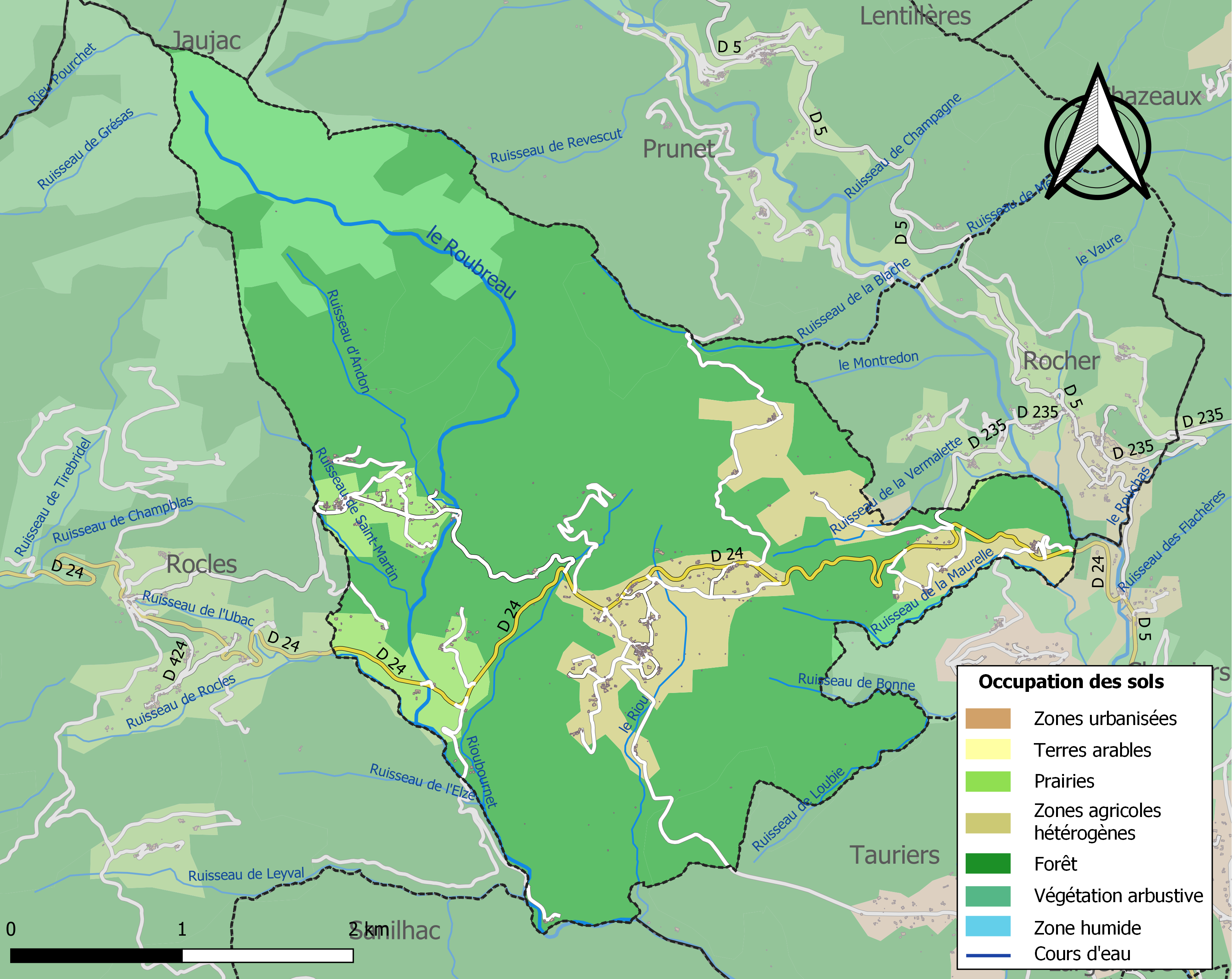
Carte des infrastructures et de l'occupation des sols de la commune en 2018 (CLC).

### Lieux-dits et hameaux
La Blache et Serre-Champ sont deux hameaux situés sur la route départementale D5, en direction du col de la Croix de Millet. Le hameau de Blaunac qui se situe au nord-ouest du village faisait partie jusqu'en 1833 de Rocles ; il possédait jadis sa propre école.

### Risques naturels

#### Risques sismiques
L'ensemble du territoire de la commune de Joannas est situé en zone de sismicité no 2 dite faible (sur une échelle de 5), comme la plupart des communes situées sur le plateau et la montagne ardéchoise, mais à proximité de la zone de sismicité no 3, dite modérée, située plus à l'est et correspondant la vallée du Rhône.
| Type de zone | Niveau           | Définitions (bâtiment à risque normal) |
| ------------ | ---------------- | -------------------------------------- |
| Zone 2       | Sismicité faible | accélération = 1,1 m/s2                |

## Toponymie
Les noms traditionnels en occitan sont Joanàs (prononcé « djounas ») pour le village, et Los Joanèls (prononcé « lous djounèl ») pour les habitants.

## Histoire
Joannas fait partie du Vivarais. Après les invasions barbares, puis les attaques sarrasines, Charlemagne a mis en place une organisation de l'empire carolingien basée sur la division des diocèses, elle-même issue des divisions de l'empire romain en nommant des comtes. Il n'y a plus de comte représentant l'empereur dans le Vivarais après la mort de Louis le Pieux. Depuis la division de l'empire carolingien prévue dans le traité de Verdun de 843, le Vivarais fait partie de la Lotharingie de l'empereur Lothaire. L'affaiblissement du pouvoir de l'empereur, la division de la Lotharingie et l'absence de comte va permettre à l'évêque de Viviers de devenir la puissance principale dans le Vivarais. Les barons du Vivarais lui prêtaient le serment de fidélité avec assistance en cas de guerre. Partie du royaume de Bourgogne, le Vivarais est devenu une partie du Saint-Empire romain germanique en 1032. L'empereur a donné à l'évêque de Viviers de nouveaux droits, droit de battre monnaie et droits de péage. Face à l'affaiblissement de l'empereur, le comte de Toulouse va s'implanter dans le Vivarais entraînant un conflit avec l'évêque sur les mines d'argent de Largentière. Le comte de Toulouse fait construire des châteaux autour de Largentière pour contrôler les mines. Pour assurer la protection de son domaine féodal, l'évêque a fait construire le château de Largentière. La croisade des Albigeois a entrainé le transfert de la propriété du comté de Toulouse aux Capétiens, l'évêque de Viviers s'emparant des domaines du comte dans le Vivarais. Cependant, au cours du XIIIe siècle, les rois de France vont profiter des difficultés des empereurs du Saint-Empire pour faire valoir leurs droits dans le Vivarais faisant partie du domaine des comtes de Toulouse. En 1307, Philippe le Bel obtient de l'évêque de Viviers qu'il se reconnaisse son vassal. Les seigneurs de Joannas rendent hommage aux évêques de Viviers. Dans la répartition des revenus des paroisses entre l'évêque et le chapitre de Viviers, ceux de la paroisse de Joannas sont attribués au chapitre de la cathédrale.
En 1733, Valos et Valousset sont séparés de Joannas pour former la nouvelle paroisse de Laboule.
En 1790, Rocher est détaché de Joannas.
En 1833, Le Jal, le Vernet, L'Elze, Freyssenet, et Constant sont séparés de Joannas et rattachés à Rocles. La même année, Blaunac et le Clos sont séparés de Rocles et rattachés à Joannas.

## Politique et administration

### Liste des maires
| Période                                  | Période                   | Identité          | Étiquette | Qualité  |
| ---------------------------------------- | ------------------------- | ----------------- | --------- | -------- |
| Les données manquantes sont à compléter. |                           |                   |           |          |
| 1995                                     | mars 2008                 | Maurice Vaschalde |           |          |
| mars 2008                                | mars 2014                 | Jean Labrot       |           |          |
| mars 2014                                | 2020                      | Roger Vaschalde   | DVG       | Retraité |
| 2020                                     | En cours (au 6 août 2020) | Bernard Vedovato  |           |          |

## Population et société

### Démographie
Les habitants de Joannas sont appelés les Jounels.
L'évolution du nombre d'habitants est connue à travers les recensements de la population effectués dans la commune depuis 1793. Pour les communes de moins de 10 000 habitants, une enquête de recensement portant sur toute la population est réalisée tous les cinq ans, les populations de référence des années intermédiaires étant quant à elles estimées par interpolation ou extrapolation. Pour la commune, le premier recensement exhaustif entrant dans le cadre du nouveau dispositif a été réalisé en 2007.

En 2022, la commune comptait 317 habitants, en évolution de +3,59 % par rapport à 2016 (Ardèche : +2,48 %, France hors Mayotte : +2,11 %).
| 1793 | 1800 | 1806 | 1821 | 1831 | 1836 | 1841 | 1846 | 1851  |
| ---- | ---- | ---- | ---- | ---- | ---- | ---- | ---- | ----- |
| 826  | 783  | 916  | 924  | 916  | 837  | 913  | 955  | 1 003 |

| 1856 | 1861 | 1866 | 1872 | 1876 | 1881 | 1886 | 1891 | 1896 |
| ---- | ---- | ---- | ---- | ---- | ---- | ---- | ---- | ---- |
| 961  | 919  | 928  | 888  | 826  | 796  | 759  | 776  | 727  |

| 1901 | 1906 | 1911 | 1921 | 1926 | 1931 | 1936 | 1946 | 1954 |
| ---- | ---- | ---- | ---- | ---- | ---- | ---- | ---- | ---- |
| 677  | 699  | 674  | 595  | 527  | 439  | 396  | 332  | 292  |

| 1962 | 1968 | 1975 | 1982 | 1990 | 1999 | 2006 | 2007 | 2012 |
| ---- | ---- | ---- | ---- | ---- | ---- | ---- | ---- | ---- |
| 295  | 249  | 191  | 214  | 224  | 304  | 327  | 331  | 315  |

| 2017 | 2022 | - | - | - | - | - | - | - |
| ---- | ---- | - | - | - | - | - | - | - |
| 302  | 317  | - | - | - | - | - | - | - |

### Enseignement
La commune est rattachée à l'académie de Grenoble.

### Vie locale
Fête patronale le 22 mars, fête communale le dernier dimanche de juillet.

### Médias
La commune est située dans la zone de distribution de deux organes de la presse écrite :
- L'Hebdo de l'Ardèche

Il s'agit d'un journal hebdomadaire français basé à Valence et couvrant l'actualité de tout le département de l'Ardèche.
- Le Dauphiné libéré

Il s'agit d'un journal quotidien de la presse écrite française régionale distribué dans la plupart des départements de l'ancienne région Rhône-Alpes, notamment l'Ardèche. La commune est située dans la zone d'édition d'Aubenas, Privas et la Vallée du Rhône.

## Culture locale et patrimoine

### Lieux et monuments

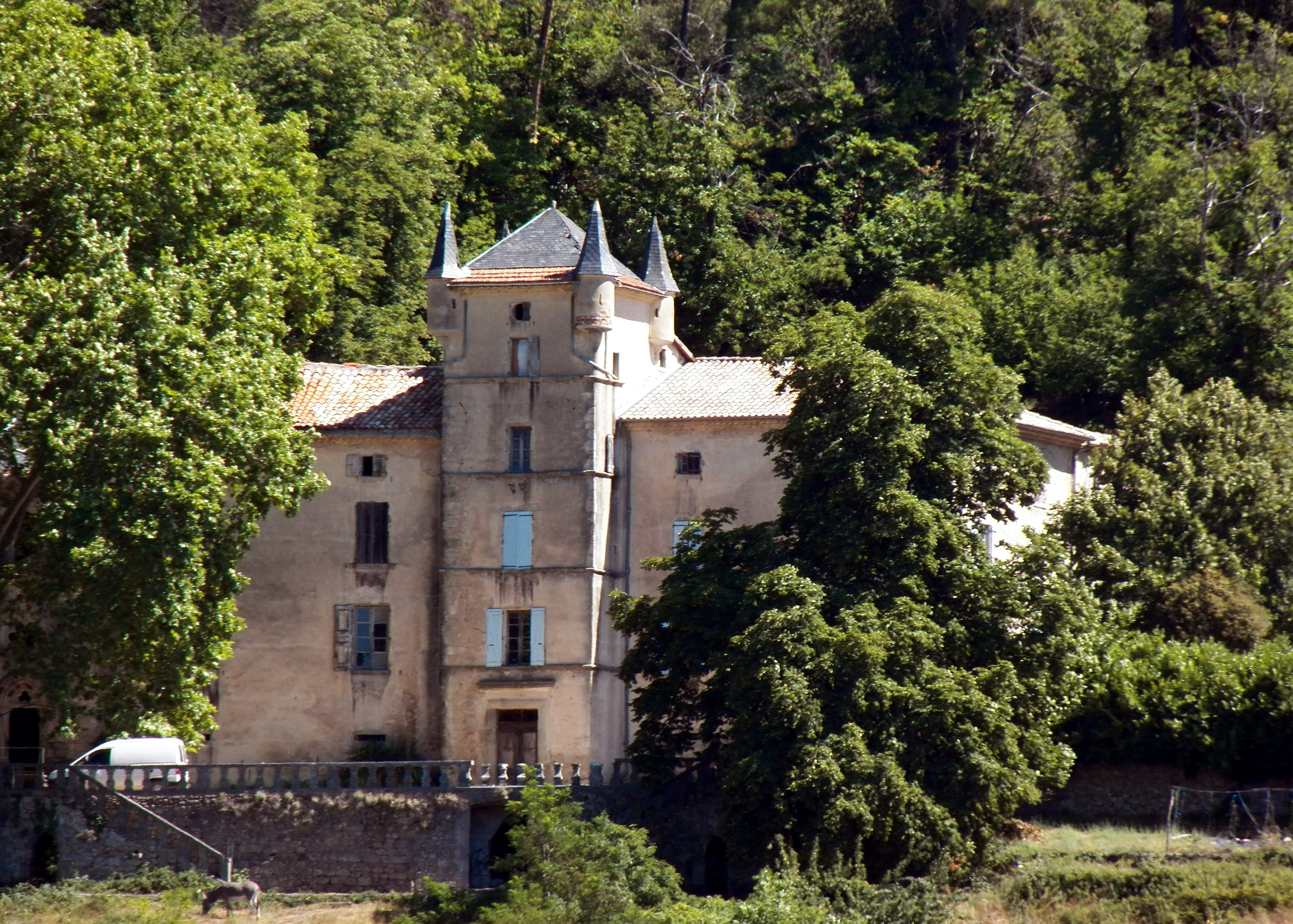
Château de Logères..
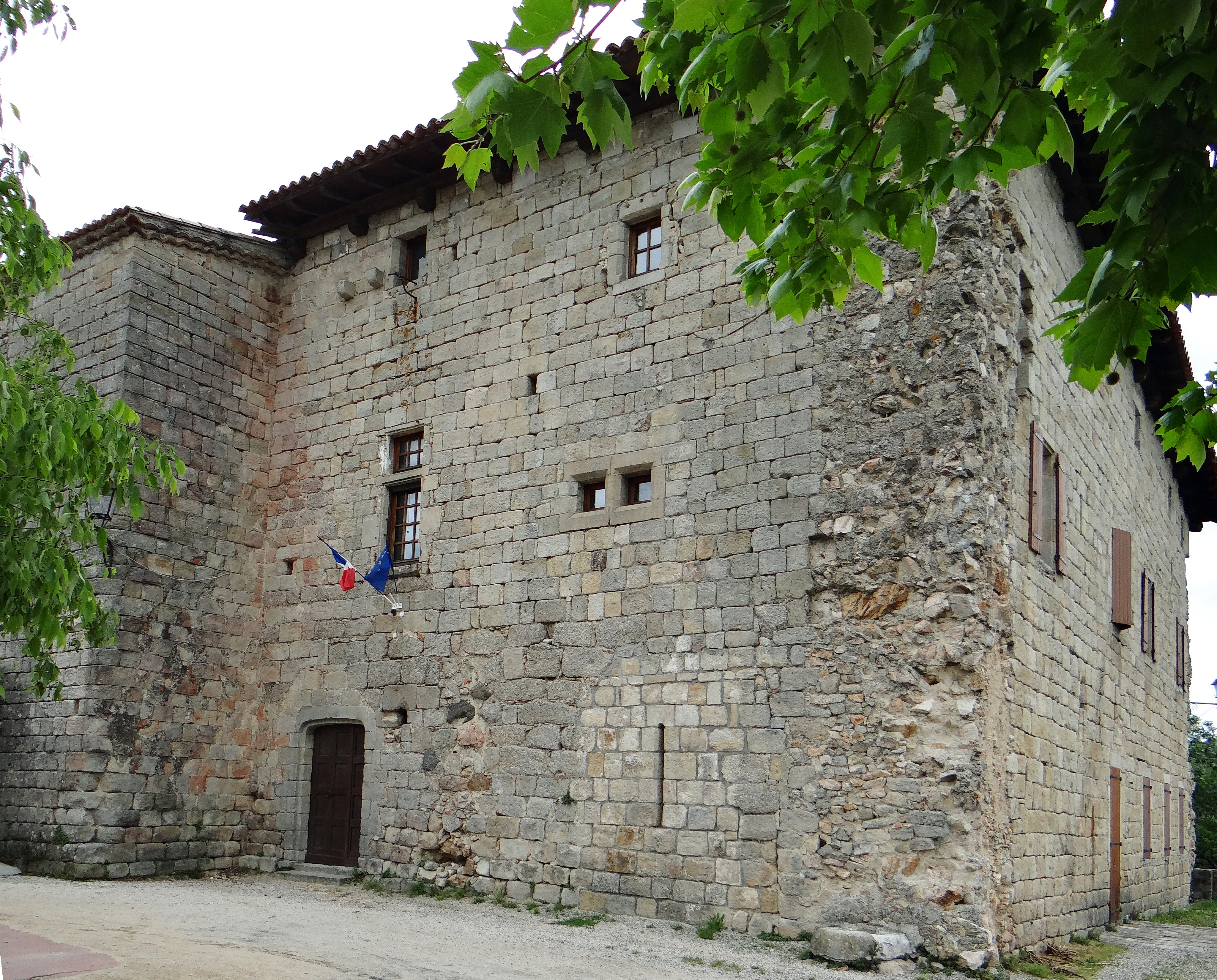
Château de Joannas, mairie et auberge : façades ouest et sud.
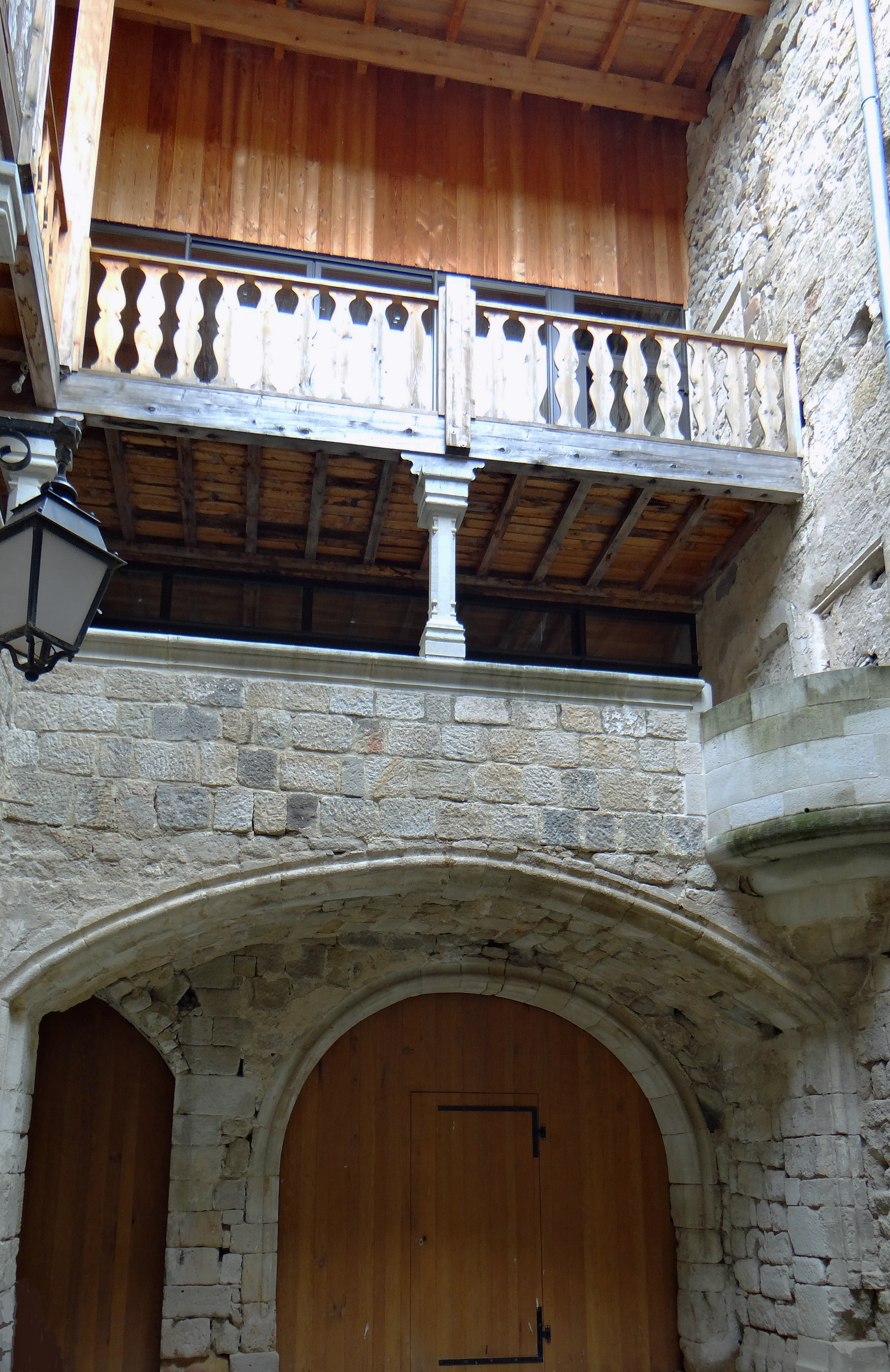
Château de Joannas : cour intérieure, galeries côté nord.
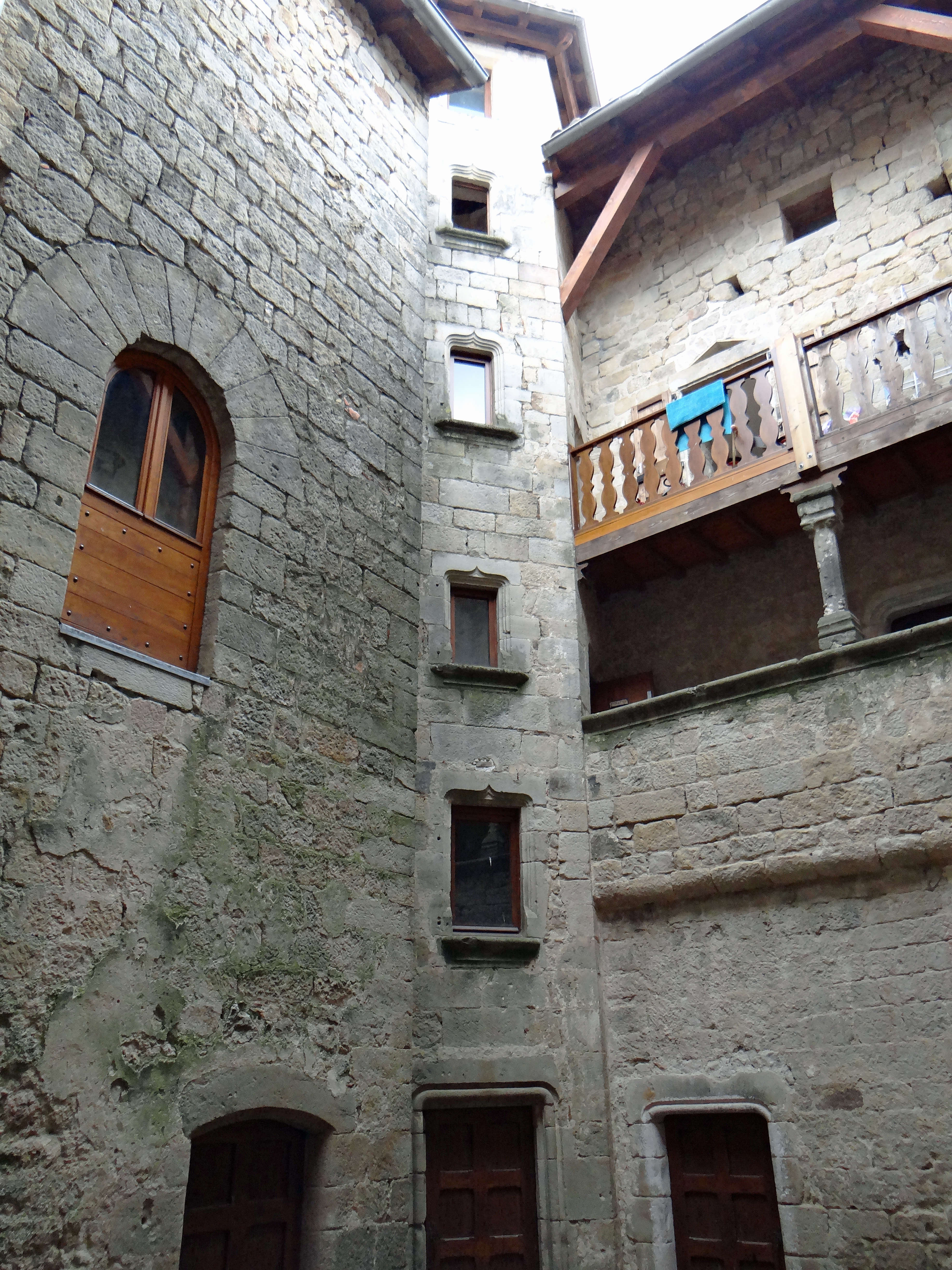
Cour intérieure : ancienne entrée du donjon, tour d'escalier et galeries côté sud.
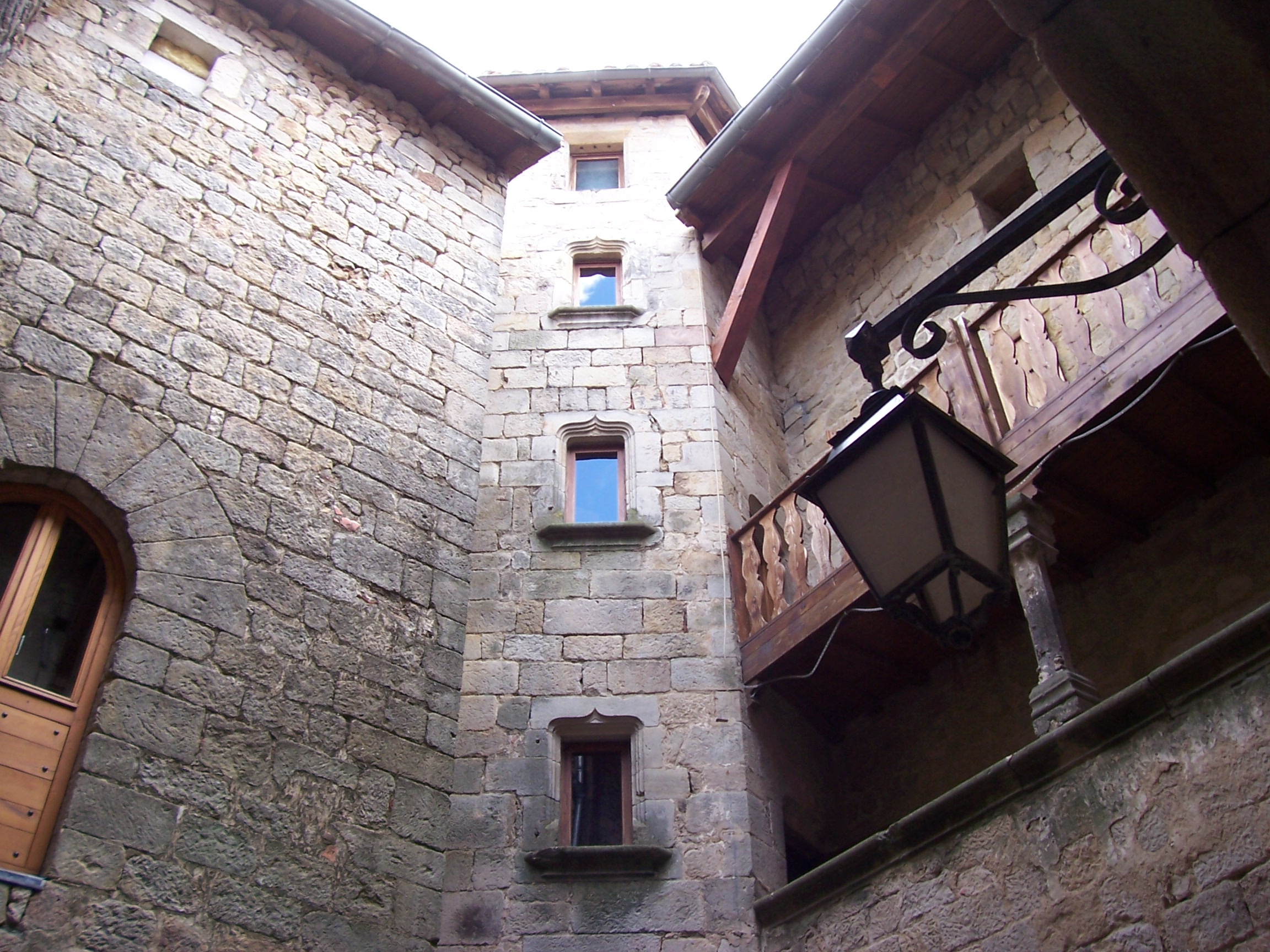
Chateau de Joannas-2005
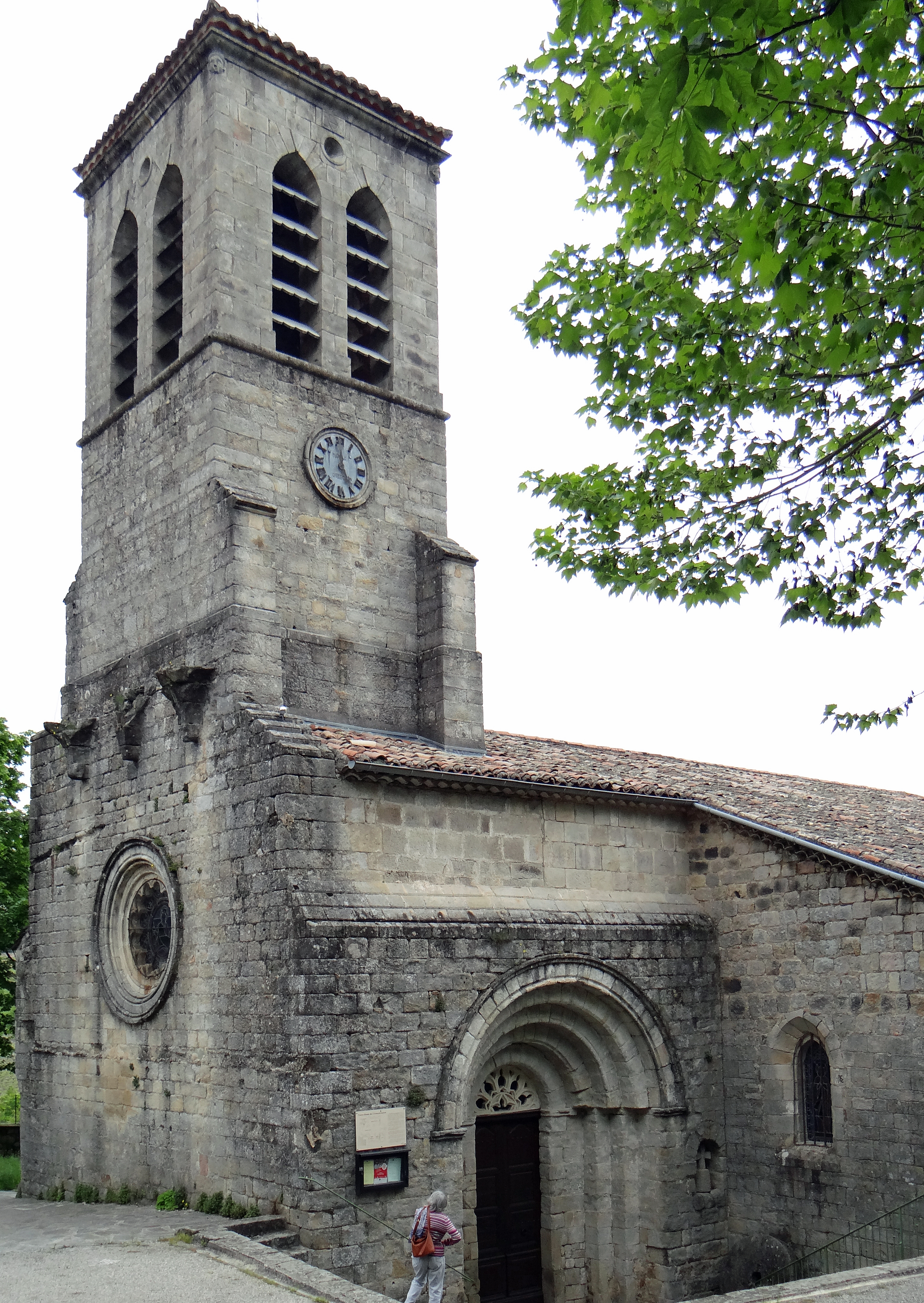
Clocher et porche de l'église Notre-Dame-de-l'Annonciation.
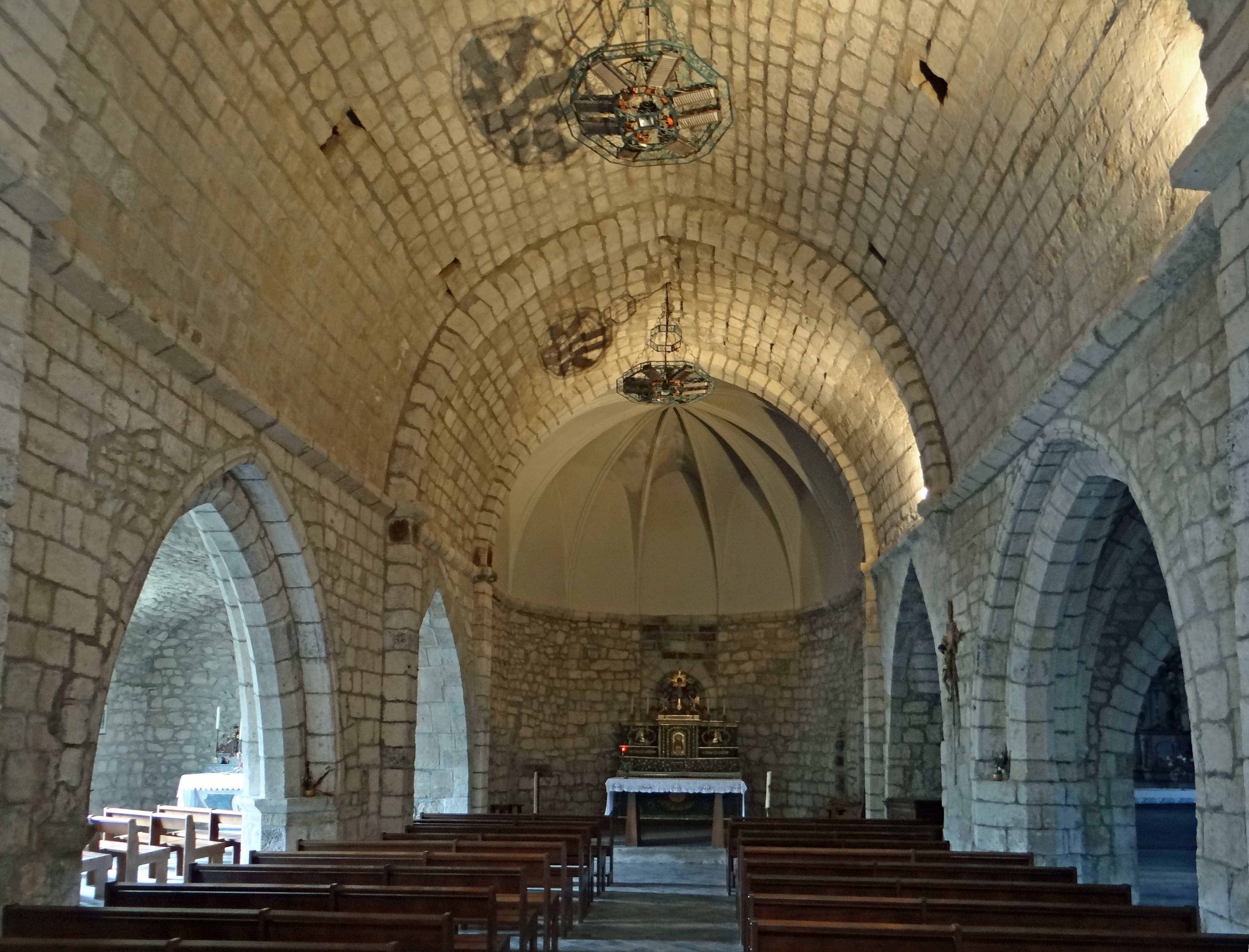
Nef de l'église Notre-Dame de l'Annonciation.

- Église Notre-Dame de l'Annonciation, romane de la fin du XIIe siècle, restaurée et agrandie aux XVe et XVIe siècles, modifiée au XIXe siècle : l’église, construite au XIIe siècle, ne conserve plus que la nef de cette époque. Le chœur et les deux chapelles ont été rajoutés entre le XVe et XVIe siècles. Le clocher-peigne a été remplacé par un  clocher-tour.
- Château de Joannas (XIe et XIIe siècles) : le château de Joannas, bâtisse médiévale à base carrée, est inscrit en 1985 au titre des monuments historiques. Le château possède une belle cour intérieure. Il présente également des tourelles de style Renaissance et son donjon roman est une grande tour carrée dont l'accès se trouvait au premier étage. À sa construction au Moyen Âge, il était bien plus imposant qu'à présent. Il a été en partie rétrécit vers le XVIIe siècle, sous Richelieu (Jean Régné). Propriété des familles Montréal-Balazuc, Marcha de Saint Pierreville Il est à présent le siège de la mairie, d’associations et de salles d’expositions.
- Ancien château féodal de Logères du XIIe siècle, reconstruit au XVIIIe siècle sur les fondations d'une ancienne bâtisse du XIVe siècle : deuxième château se trouvant sur le territoire du village, il était la propriété de la famille Fontaine de Logères, fut reconstruit au XVIIIe siècle sur les fondations d’une ancienne bâtisse du XIVe siècle. Son parc de quatre hectares offre la possibilité d'y découvrir un verger observatoire de variétés anciennes de fruits (pommes, poires, pêches…), un jardin potager cultivé selon des méthodes traditionnelles et un jardin botanique de plantes aromatiques et médicinales.
- Château de Pugnères.

### Héraldique
| Blason de Joannas | Blason  | De gueules au sautoir d'or cantonné de quatre fleurs de lys du même. |
| Blason de Joannas | Détails | Le statut officiel du blason reste à déterminer.                     |